# Foraarsdigt
Foraarsdigt is een compositie van Hjalmar Borgstrøm. Het is een toonzetting van het gelijknamige gedicht van Johann Sebastian Welhaven, beginnende met de regel "Zephyr (Zefyr) belege met Grenen". Zephyr is de westenwind. Halfan Kjerulf gebruikte hetzelfde gedicht in zijn Zeven liederen opus 11. 